# Вильфранш-сюр-Сон
Вильфра́нш-сюр-Сон (фр. Villefranche-sur-Saône), также Вильфра́нш — город во Франции в департаменте Рона.
Население (по переписи 2018 года) — 36 288 человек.

## История
Вильфранш-сюр-Сон был основан в 1212 году Гишаром IV, графом Божё, и в XIV веке стал столицей провинции Божоле. После трёх осад в XV и XVI веках городские стены были разрушены и окончательно разобраны в начале XIX века.
Около 1450 года в Вильфранш-сюр-Сон был выполнен витраж «Шахматисты», сохранённый в коллекции музея Клюни в Париже.

## География

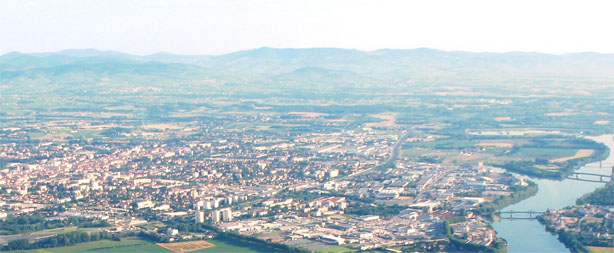

Город Вильфранш-сюр-Сон расположен на востоке Франции, в регионе Божоле, являясь его традиционным центром, в 25 километрах севернее Лиона. В административном отношении город находится в департаменте Рона региона Рона — Альпы. Вильфранш-сюр-Сон — административный центр одноимённых округа (Вильфранш-сюр-Сон) и кантона. Город является важным центром виноторговли, в нём есть металлургическая, текстильная и химическая промышленность. Автодорога Autoroute du Sud, проходящая вдоль правого берега Соны, огибает город с востока.

## Известные уроженцы
- Жан Вату (1791—1848) — французский государственный и политический деятель, историк, прозаик, поэт, член Французской академии
- Жан-Батист Морен (1583—1656) — французский физик, математик, астролог и астроном, профессор астрономии
- Раймон Депардон (род. 1942) — французский кинорежиссёр документального кино и фотограф

## Города-побратимы
- Бюль, Германия
- Калараш, Молдавия
- Канди, Бенин
- Канту, Италия
- Шкойдиц, Германия[7]